# راي إدي
راي إدي هو سياسي كندي، ولد في 23 أغسطس 1900، وتوفي في 6 فبراير 1977 في نيو ويستمينيستر في كندا. نشط حزبياً في Co-operative Commonwealth Federation ‏.